# 宇宙工学
宇宙工学（、英: astronautics、cosmonautics）は、宇宙開発を行うことに関連した工学の一分野である。地球の大気の外側を飛行するための理論および技術であり、言うなれば、宇宙飛行の科学技術である。
最近では宇宙工学は、航空工学とともに航空宇宙工学という領域をなしている。航空工学と宇宙工学は実際上重なっている領域が非常に多く、それらを分けて考えるのも作為的で不適切な面もあるので、航空宇宙工学として統合されており、学会や大学の学部なども「航空宇宙工学会」や「航空・宇宙工学科」などという名称になっていて、その中で2大柱のひとつとして宇宙工学が扱われる形になっていることが一般化してきているのである。

## 概要
宇宙工学の基本概念

軌道の計算

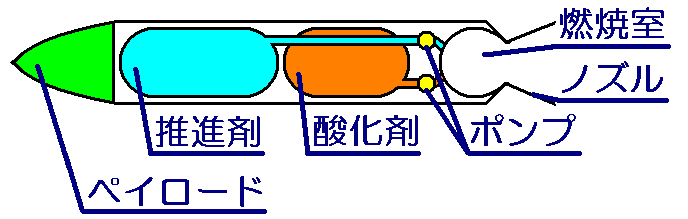
ロケットの設計・製造・運用　等々

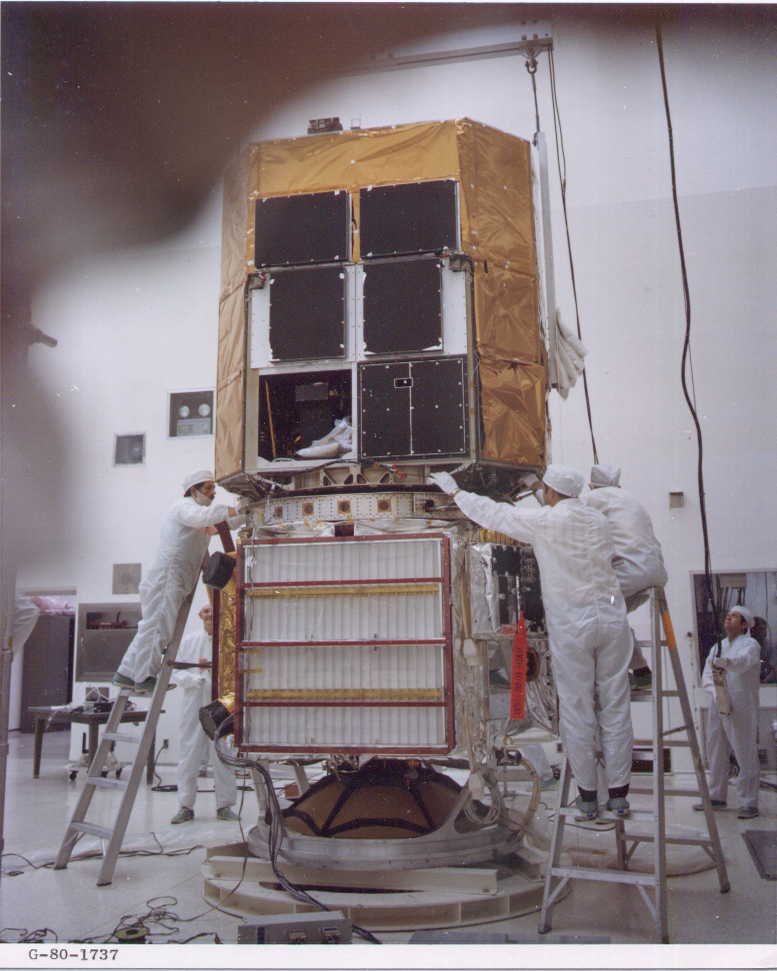
人工衛星の設計・製造・運用 等々

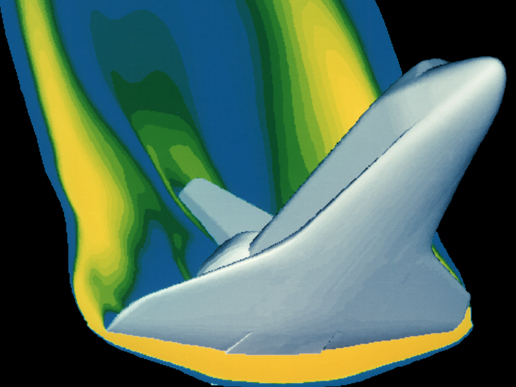
宇宙船の設計・製造・運用 等々。この絵は、スペースシャトルの大気圏再突入時の周囲の空気の流れをコンピュータ・シミュレーションで得たもの。

宇宙工学は多くの専門的分野からなり、技術者や科学者らはこれらの異なる多くの専門的知識を生かしながら働いている。
- 軌道力学:軌道の運動について研究する分野である。この分野は宇宙機の打ち上げに応用され、弾道学や天体物理学のような分野がある。
- 宇宙機の推進方法:いかなる方法で宇宙機の軌道を変更し、いかなる方法で打ち上げるのか。多くの宇宙機はさまざまな種類のロケットエンジンを採用しており、さまざまなロケットの研究がすすめられている。推進方法としては従来の化学燃料ロケットのほかに、原子力や電気推進などの方法も研究されている。
- 制御工学:人工衛星やロケットを軌道に保ちたい場合、宇宙機の誘導に、向きを変更したいなら姿勢制御に応用される。

宇宙工学の分野
- ロケット
宇宙空間に人工衛星などを打ち上げる飛行体（launch vehicle）
- 人工衛星（satellite、artificial satellite）
地球を周回する人工の飛行体（spacecraft）
- 有人宇宙船（manned spacecraft）
人間が乗り組んだ飛行体。

## 歴史
初期の宇宙航法の研究は理論的考察から始まった。宇宙旅行に必要な数学的基礎はアイザック・ニュートンが1687年に出版した『自然哲学の数学的諸原理』にて確立された。
スイスのレオンハルト・オイラーやイタリアのジョゼフ＝ルイ・ラグランジュといった数学者たちは、18世紀から19世紀にかけて古典力学の数学的基礎づけに寄与した。しかし、これらの理論的可能性にもかかわらず、宇宙旅行が実際に実現できるようになるのは20世紀半ばまで待たねばならなかった。その一方で、宇宙飛行の興味はジュール・ヴェルヌ（1828年- 1905年）やH・G・ウェルズ（1866年 - 1946年）らによって小説の世界で描かれていたのだった。
20世紀初頭、ロシアのコンスタンチン・ツィオルコフスキーによってツィオルコフスキーの公式が導きだされた。この方程式のおかげでロケットの推進の理論的考察ができるようになった。この方程式は宇宙船の質量({\displaystyle m_{1}})、推進剤と宇宙船の質量の和({\displaystyle m_{0}})、推進剤の排出速度({\displaystyle v_{e}})、から宇宙船の最終速度を計算することができる。
{\displaystyle \Delta v\ =v_{e}\ln {\frac {m_{0}}{m_{1}}}}
より詳細な宇宙旅行の数学理論については、軌道力学を参照のこと。
1920年代初頭にアメリカ合衆国のロバート・ゴダードが液体燃料ロケットを開発し、それは後のV2ロケットやサターンVの設計思想にきわめて大きな影響を与えることになった。

### 人物
- ニコライ・キバリチチ（1853年10月31日 - 1881年4月15日）
- コンスタンチン・ツィオルコフスキー（1857年 9月17日 - 1935年9月19日）
- ガエターノ・アルトゥーロ・クロッコ（1877年10月26日 - 1968年1月19日）
- ヴァルター・ホーマン（1880年3月18日 - 1945年3月11日）
- ロベール・エスノー＝ペルトリ （1881年11月8日 - 1957年12月6日）
- ロバート・ゴダード（1882年10月5日 – 1945年8月10日）
- フリードリッヒ・ザンデル（1887年8月23日-1933年3月28日）
- ヘルマン・オーベルト（1894年6月25日 - ）
- ヨハネス・ヴィンクラー（1897年5月29日 - 1947年12月27日）
- チャールズ・スターク・ドレイパー（1901年10月2日 - 1987年7月25日）
- オイゲン・ゼンガー（1905年9月22日 - 1964年2月10日）
- アルトゥール・ルドルフ（ 1906年11月9日 - 1996年1月1日）
- セルゲイ・コロリョフ（1906年12月30日] – 1966年1月14日）
- クラウス・リーデル（1907年8月2日 - 1944年8月4日）
- 趙九章（1907年10月15日 - 1968年10月26日）
- ヴァレンティン・グルシュコ（1908年9月2日 - 1989年1月10日）
- ウイリアム・ヘイワード・ピカリング（1910年12月24日 - 2004年3月15日）
- ミハイル・ヤンゲリ（1911年10月25日-1971年10月25日）
- ボリス・チェルトック（1912年3月1日 - 2011年12月14日）
- ヴェルナー・フォン・ブラウン（1912年3月23日 - 1977年6月16日）
- フランク・マリナ（1912年10月2日 - 1981年11月9日）
- ウラジーミル・チェロメイ（1914年6月30日 - 1984年12月8日）
- ヴァシーリー・ミシン（1917年1月18日 - 2001年10月10日）
- ヴァルター・ヤコビ（1918年1月13日 - 2009年8月19日）
- トーマス・ゴールド（1920年5月22日 – 2004年6月22日）
- アレクサンドル・ケムルジャン（1921年10月4日 - 2003年2月25日）
- ヘンリク・デ・クフャトコフスキ（1924年2月22日 - 2003年3月17日）
- コンスタンチン・フェオクチストフ（1926年2月7日 - 2009年11月21日）
- 孫家棟（1929年4月 - ）
- 王永志（1932年11月17日 -　）
- 戚発軔（1933年4月26日 - ）
- 竺苗龍（1942年4月 - ）
- バート・ルータン（1943年 - ）
- 葉培建（1945年1月 - 　）
- ロバート・ズブリン（1952年4月19日-　）
- シェイック・モディボ・ディアラ（1952年 - ）
- 孫来燕（1957年10月 - ）
- ミルスワミー・アナドゥライ（1958年7月2日 - ）

日本
- 岡本哲史（1908年2月13日 - 1996年10月23日）
- 糸川英夫（1912年7月20日 - 1999年2月21日）
- 斎藤成文（1919年9月17日 - 2020年10月7日）
- 林友直（1927年12月 - ）
- 三浦公亮（1930年2月23日 - ）
- 久保園晃（1930年5月6日 - 2016年12月26日）
- 五代富文（1932 - ）
- 山中龍夫（1933年11月13日 - ）
- 加藤寛一郎（1935年11月 -　）
- 的川泰宣(1942年2月23日 – ）
- 上杉邦憲（1943年-）
- 木田隆（1949年-）
- 小松敬治（1949年-）
- 川瀬成一郎（1950年 -　）
- 川口淳一郎（1955年9月24日 -　）
- 西田信一郎（1956年-）
- 大田治彦（1952 - ）
- 國中均（1960年 -　）
- 吉田和哉（1960年-）
- 照井冬人（1960年-）
- 中須賀真一（1961年-）
- 松永三郎（1963年-）
- 佐鳥新（1964年10月6日 - 2021年12月31日）
- 小紫公也（1968年-　　）
- 川勝康弘（1968年 - ）
- 山崎直子(1970年 - ）
- 森治（1973年 -）
- 津田雄一（1975年-）

## 宇宙工学の学生向けの教科書などに書かれている内容
- 宇宙工学において質量、温度、外部の力への制約は過酷な宇宙の環境で生き延びるために非常に重要である。とくに地上では再現できないような高レベルな真空、惑星間空間（英語版）やヴァン・アレン帯の強力な放射線などに耐えなければならない。
- 打ち上げには大きな速度が必要なため巨大な力がかかり、軌道上は温度変化も激しいため人工衛星はこれらに耐えられるように設計しなければならない[2]。
- 宇宙に持っていくことができる質量にはペイロードにより厳しい制約が課せられるため、宇宙工学の技術者は設計にあたって、ペイロード限界を踏まえできる限り軽量な宇宙機を設計しなければならない。

## 関連分野
宇宙工学により実現される各種の分野
- 人工衛星による地球の観測（リモートセンシング)
  - 気象観測、海洋観測、地表観測、測地測量
  - 偵察衛星、早期警戒衛星
- 人工衛星や宇宙探査機による宇宙空間や天体の観測・探査
  - 太陽系内の天体の観測・探査
    - サンプルリターン

  - 太陽系外の宇宙の観測
  - 宇宙望遠鏡

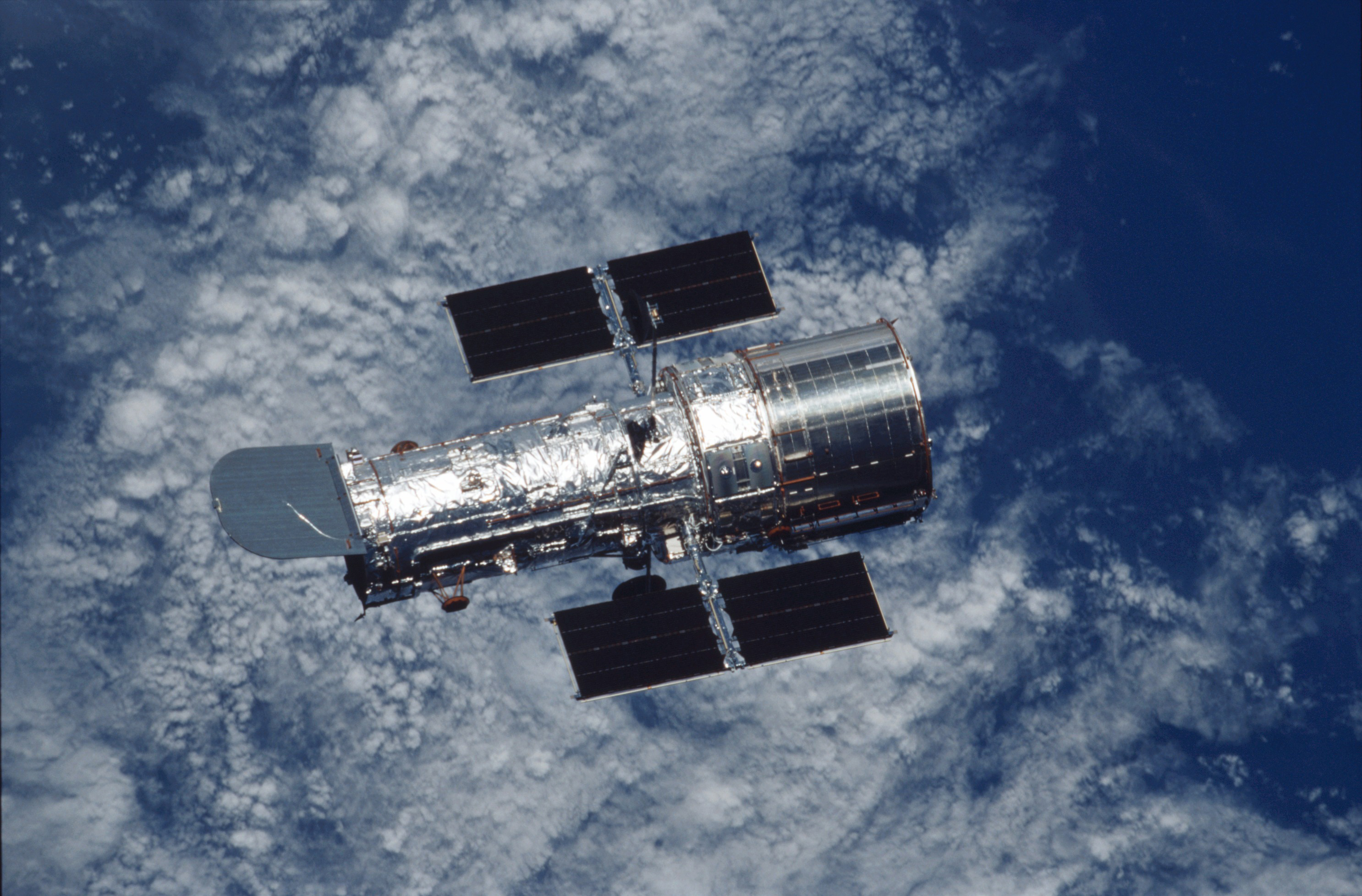
地球を回るハッブル宇宙望遠鏡（STS-109 ミッション中にて撮影）

- 人工衛星による通信・放送（衛星通信・衛星放送）
- 人工衛星による地球上（あるいは大気圏内）での位置測定 (GPS)
- 宇宙空間における各種の実験を通じた研究（スカイラブ、スペースラブ、ミール、国際宇宙ステーションなど）

## 民間企業
- スペースシップワン